# National Radio Astronomy Observatory
National Radio Astronomy Observatory, prescurtat NRAO, este o organizație federală americană de cercetare în radioastronomie. NRAO proiectează, construiește și operează propriile radiotelescoape de mare sensibilitate.